# Soura (rivière)
Pour les articles homonymes, voir Soura.
La Soura (en russe : Сура, en tchouvache : Сăр) est une rivière de Russie, qui arrose l'oblast de Penza, la Mordovie, l'oblast d'Oulianovsk, la Tchouvachie et l'oblast de Nijni Novgorod. La Soura est un affluent de la rive droite de la Volga.

## Géographie
Elle est longue de 841 km et draine un bassin versant de 67 500 km2. La Soura se jette dans la Volga à Vassilsoursk (Васильсурск), localité de l'oblast de Nijni Novgorod. Elle est navigable sur 394 km depuis son embouchure.
Les villes de Penza, Alatyr, Choumerlia et Iadrine sont arrosées par la Soura.

## Affluents
- Alatyr, 307 km
- Ougra
- Piana, 436 km,